# Prionolabis terebrans
Prionolabis terebrans là một loài ruồi trong họ Limoniidae. Chúng phân bố ở miền Tân bắc.